# Anders Tottie (affärsman)
Anders Tottie, född 1736 i Stockholm, död 25 juni 1816 i Stockholm, var en svensk grosshandlare, brukspatron och ägare till Tottieska malmgården samt Tullinge gård.

## Biografi
Anders Tottie var son till Charles Tottie och dennes hustru Maria Arfwedson, som var dotter till grosshandlaren Anders Arfwedson. År 1771 grundande han handelshuset Tottie & Arfwedson tillsammans med sin kusin Carl Kristoffer Arfwedson. Det var det största handelshuset i Sverige, importerade framför allt socker och salt, och exporterade bl a järn koppar, timmer och tjära. Det fanns också bland initiativtagarna till Svenska Västindiska Kompaniet, som bildades 1787, med sikte på slavhandel i den nya kolonin S:t Bathélemy. Anders Tottie blev mycket förmögen. Han ägde ett flertal egendomar, såsom Tottieska malmgården på Södermalm, Tottieska huset på Skeppsbron 20, Yxtaholms säteri och Tullinge säteri. Han var gift med Henrika Margareta Schröder som var dotter till grosshandlaren Roland Schröder. Paret fick inga barn.
Anders Tottie dog 1816 och ligger begravd vid Botkyrka kyrka.